# Sarax rimosus
Espèce
Synonymes
- Catagaeus rimosus Simon, 1901
- Phrynichosarax buxtoni Gravely, 1915
- Sarax buxtoni (Gravely, 1915)
- Sarax mediterraneus Delle Cave, 1986

Sarax rimosus est une espèce d'amblypyges de la famille des Charinidae.

## Distribution
Cette espèce se rencontre en Malaisie péninsulaire et à Singapour,.

## Description
La femelle holotype mesure 7 mm.
La carapace du mâle décrit par Miranda, Giupponi, Prendini et Scharff en 2021 mesure 3,13 mm de long sur 4,13 mm et celle de la femelle mm de long sur mm.

## Systématique et taxinomie
Cette espèce a été décrite sous le protonyme Catagaeus rimosus par Simon en 1901. Elle est placée dans le genre Stygophrynus par Gravely en 1915 puis dans le genre Sarax par Weygoldt en 2000.
Phrynichosarax buxtoni a été placée en synonymie par Miranda, Giupponi, Prendini et Scharff en 2021.
Sarax mediterraneus a été placée en synonymie avec Sarax buxtoni par Seiter, Wolff et Hoerweg en 2015 puis avec Sarax rimosus par Miranda, Giupponi, Prendini et Scharff en 2021. Cette espèce a été décrite sur la base de trois femelles censées provenir de Rhodes en Grèce, les étiquettes des spécimens décrits comme une nouvelle espèce par Laura Delle Cave en 1986 sont très vraisemblablement erronées.

## Publication originale
- Simon, 1901 : « On the Arachnida collected during the Skeat expedition to the Malay Peninsula. » Proceedings of the Zoological Society of London, vol. 1901, no 2, p. 45-84 (texte intégral).